# Ramón Ábila
Ramón "Wanchope" Ábila, vollständiger Name Ramón Darío Ábila, (* 14. Oktober 1989 in Córdoba) ist ein argentinischer Fußballspieler.

## Karriere
Ramón Ábila begann seine Laufbahn Instituto Córdoba in seiner Heimatstadt. Hier schaffte er 2009 den Sprung in den Profikader. In der Primera B Nacional Saison 2008/09 spielte er am 9. August 2008 im Spiel gegen die All Boys von Beginn an. Nach der Halbzeit wurde er für Emanuel Croce ausgewechselt. Sein erstes Tor in der Liga gelang Ábila in der Spielzeit 2010/11. Am 25. September 2010 traf er in der 45. Minute gegen CSD Defensa y Justicia zum 1:0 (Entstand 2:0).
Nach verschiedenen Leihgeschäften kam Ábila 2014 zum Club Atlético Huracán, welcher in der Saison auch in der Primera B Nacional spielte. In der Saison erreichte Huracán den sechsten Tabellenplatz und somit die Qualifikation zum Play-off zum Aufstieg in die Primera División. Das Spiel gegen Atlético Tucumán fand am 14. Dezember 2014 statt. Nach der regulären Spielzeit stand es 1:1. In der Verlängerung erzielte Ábila in der 112. Minute das Tor zum 3:1 (Entstand 4:1). Sein erstes Spiel in der obersten Spielklasse bestritt er am 15. Februar 2015 gegen Unión de Santa Fe. Das erste Tor in dem Wettbewerb gelang Ábila einen Spieltag später am 21. Februar 2015 gegen Arsenal de Sarandí. Hier erzielte er mit rechts den einzigen Treffer der Partie in der 38. Minute nach Vorlage von Gamarra. In der Saison bestritt er auch sein erstes Spiel auf internationaler Klubebene. Als nationaler Pokalsieger 2014 nahm Huracán an der Copa Libertadores 2015 teil. Am 4. Februar 2015 traf man auf Alianza Lima. Nach Vorlage von Patricio Toranzo traf Ábila mit rechts in der 5. Minute zur 1:0-Führung (Entstand 4:0).
Im Sommer 2016 verließ Ábila den Klub Richtung Brasilien. Am 22. Juni wurde seine Verpflichtung durch den Cruzeiro EC bekannt. Sein erstes Spiel in der Série A bestritt der Spieler am 17. Juli 2016 gegen Fluminense Rio de Janeiro. Am 5. August 2016 erzielte er im Spiel gegen den SC Internacional in der 14. Minute den Ausgleich zum 1:1 (Entstand 4:1) und somit seinen ersten Treffer in der Liga.
Nachdem Cruzeiro die vollständige Ablösesumme nicht zahlte, wurde diese von Boca Juniors übernommen und Ábila ging Mitte 2017 zurück nach Argentinien. Die Transferrechte lagen nunmehr jeweils zur Hälfte bei Boca Juniors und Huracán. Mit Boca gewann er anschließend 2018 und 2020 jeweils die nationale Meisterschaft. Am 7. April 2021 wurde er bis zum Ende des Jahres an Minnesota United in die Major League Soccer verliehen. Im August 2021 wechselte Ábila auf Leihbasis zum Ligakonkurrenten D.C. United. Zur Saison 2022 kehrte Ábila in seine Heimat, wo er beim CA Colón eine neue Heimat fand. 2024 startete er zunächst mit dem Barracas Central und in der zweiten Jahreshälfte ging er zum dritten Mal zu Huracán.

## Erfolge
Huracán
- Copa Argentina: 2014
- Supercopa Argentina: 2014
- Torschützenkönig der Copa Sudamericana 2015

Boca Juniors
- Primera División: 2017/18, 2019/20
- Supercopa Argentina: 2018